# Pengasih
Pengasih is een bestuurslaag in het regentschap Kulon Progo van de provincie Jogjakarta, Indonesië. Pengasih telt 8704 inwoners (volkstelling 2010).